# 相馬師胤
相馬師胤（そうま もろたね）
- 相馬氏庶流（後の陸奥相馬氏）の人物。
- 相馬氏嫡流（後の下総相馬氏）の人物。

## 相馬師胤 (陸奥相馬氏)
相馬師胤（そうま もろたね、生没年不詳）は、鎌倉時代の人物。下総千葉氏庶流相馬氏の一族。陸奥相馬氏の系統の第5代当主にあたる。相馬胤村の子。相馬胤氏、岡田胤顕の弟。相馬重胤（陸奥相馬氏第6代当主）の父。彦次郎。
胤村の庶子（後妻の子）であったが、胤村の死後、胤村の遺言で自分が嫡子になったと主張し、異母兄の胤氏と対立した。結局相馬氏の惣領は胤氏とされたようであり、師胤は無位無官であった。
正応年間に自身の所領を子の重胤に譲った。永仁年間には没していたとされる。

## 相馬師胤 (下総相馬氏)
相馬師胤（そうま もろたね、生没年不詳）は、鎌倉時代の人物。相馬氏（下総相馬氏系）当主。相馬胤氏の子。相馬高胤（下総相馬氏）の父。五郎。左衛門尉。
上記の師胤の甥にあたる。相馬氏の嫡流筋であったとみられるが、領地問題をめぐって彦次郎師胤の子の重胤とたびたび争いを起こし、濫訴の罪で所領を没収された。